# Episodi de La signora in giallo (seconda stagione)
La seconda stagione della serie televisiva La signora in giallo è composta da 22 episodi, trasmessi per la prima volta negli Stati Uniti sul canale CBS tra il 29 settembre 1985 e il 18 maggio 1986.
In Italia, gli episodi sono stati trasmessi in disordine e in prima visione tra il 15 luglio e il 3 novembre 1989 su Rai 1.
| nº | Titolo originale                     | Titolo italiano               | Prima TV USA      | Prima TV Italia  |
| -- | ------------------------------------ | ----------------------------- | ----------------- | ---------------- |
| 1  | Widow, Weep For Me                   | Concorso a premi con omicidio | 29 settembre 1985 | 17 ottobre 1989  |
| 2  | Joshua Peabody Died Here... Possibly | La battaglia di Cabot Cove    | 6 ottobre 1985    | 23 agosto 1989   |
| 3  | Murder in the Afternoon              | Il vendicatore                | 13 ottobre 1985   | 2 agosto 1989    |
| 4  | School for Scandal                   | Scuola di scandali            | 20 ottobre 1985   | 23 ottobre 1989  |
| 5  | Sing a Song of Murder                | Funerale a teatro             | 27 ottobre 1985   | 30 agosto 1989   |
| 6  | Reflections of the Mind              | Lo spettro della follia       | 3 novembre 1985   | 16 agosto 1989   |
| 7  | A Lady in the Lake                   | Il mistero del lago           | 10 novembre 1985  | 6 settembre 1989 |
| 8  | Dead Heat                            | Corsa truccata                | 24 novembre 1985  | 15 luglio 1989   |
| 9  | Jessica Behind Bars                  | Jessica dietro le sbarre      | 1º dicembre 1985  | 25 ottobre 1989  |
| 10 | Sticks and Stones                    | Filo della morte              | 15 dicembre 1985  | 19 luglio 1989   |
| 11 | Murder Digs Deep                     | Il fantasma degli scavi       | 29 dicembre 1985  | 24 ottobre 1989  |
| 12 | Murder by Appointment Only           | Omicidio per appuntamento     | 5 gennaio 1986    | 18 ottobre 1989  |
| 13 | Trial by Error                       | Processo per errore           | 12 gennaio 1986   | 26 ottobre 1989  |
| 14 | Keep the Home Fries Burning          | Omicidio alla locanda         | 19 gennaio 1986   | 31 ottobre 1989  |
| 15 | Powder Keg                           | Miscela esplosiva             | 9 febbraio 1986   | 2 novembre 1989  |
| 16 | Murder in the Electric Cathedral     | Infarto al cianuro            | 16 febbraio 1986  | 20 ottobre 1989  |
| 17 | One Good Bid Deserves a Murder       | Il cadavere nell'armadio      | 23 febbraio 1986  | 27 ottobre 1989  |
| 18 | If a Body Meet a Body                | Panico a Cabot Cove           | 9 marzo 1986      | 1º novembre 1989 |
| 19 | Christopher Bundy-Died on Sunday     | Omicidio in biblioteca        | 30 marzo 1986     | 18 ottobre 1989  |
| 20 | Menace, Anyone?                      | L'ombra di mia sorella        | 6 aprile 1986     | 30 ottobre 1989  |
| 21 | The Perfect Foil                     | Carnevale a New Orleans       | 13 aprile 1986    | 3 novembre 1989  |
| 22 | If the Frame Fits                    | Delitto in cornice            | 18 maggio 1986    | 26 luglio 1989   |

## Concorso a premi con omicidio
- Titolo originale: Widow, Weep For Me
- Diretto da: Michael A. Hoey
- Scritto da: Peter S. Fischer

Jessica riceve una lettera in cui la sua vecchia amica Antoinette Fansworth le chiede aiuto, supplicandola di raggiungerla. Subito dopo avere imbucato la lettera, la povera Antoinette viene uccisa nella sua stanza, apparentemente da un ladro di gioielli. Jessica decide che è un suo preciso dovere trasferirsi nel lussuoso albergo ai Caraibi dove è stato commesso l'omicidio per tentare di scoprire cosa sia successo veramente. Per evitare ogni possibile collegamento con Antoinette, Jessica si reca all'albergo assumendo l'identità fittizia di Maggie Canfield, una ricca ed eccentrica signora.
- Altri interpreti: Len Cariou (Michael Hagarty), Cyd Charisse (Myrna Montclair LeRoy), Mel Ferrer (Eric Brahm), Howard Hesseman (Sheldon Greenberg), John Phillip Law (Sven Torvald), Anne Lockhart (Veronica Harrold), Raymond St. Jacques (ispettore Claude Rensselaer), Mary Wickes (Alva Crane)

## La battaglia di Cabot Cove
- Titolo originale: Joshua Peabody Died Here-Possibly
- Diretto da: Peter Crane
- Scritto da: Tom Sawyer

Gli scavi per la costruzione del nuovo albergo sulla scogliera di Cabot Cove procedono a rilento a causa delle contestazioni e dei sit-in organizzati dagli abitanti del paese, ma nessuno avrebbe mai osato sperare che anche i due cittadini più illustri prendessero parte alle dimostrazioni. Jessica Fletcher è infatti in prima fila a difendere le splendide coste di Cabot Cove, ma i lavori si fermano definitivamente quando viene portato alla luce uno scheletro che potrebbe appartenere nientemeno che a Joshua Peabody, l'eroe di Cabot Cove durante la guerra di indipendenza.
- Altri interpreti: John Astin (Harry Pierce), Tom Bosley (sceriffo Amos Tupper), Chuck Connors (agente FBI Fred Keller), John Ericson (Henderson Wheatley), Meg Foster (Del Scott), Michael Sarrazin (David Marsh), David Sheiner (Arthur Griswold), Ken Swofford (Leo Kowalski), William Windom (dottor Seth Hazlitt), Deborah White (Matty Marsh), Robin Bach (Ellsworth Buffum), Bobby Jacoby (Eric Marsh), Ed Morgan (Austin Bailey), Roger Price (Eli Harris), Barbara Ann Grimes (Sarah Harris), Jody Carter (Olive Newton)

## Il vendicatore
- Titolo originale: Murder in the Afternoon
- Diretto da: Arthur Allan Seidelman
- Scritto da: Paul Savage (sceneggiatura) e Paul W. Cooper (soggetto)

Nita, nipote di Jessica Fletcher, è una dei protagonisti della soap opera "Vite segrete". La produzione ha adottato un modo molto particolare per rinnovare il cast: ha creato il vendicatore, un misterioso killer che a poco a poco uccide i vecchi personaggi lasciando senza lavoro molti attori. Anche Nita, che interpreta proprio il vendicatore, non è per niente tranquilla perché quando il colpevole di tutti quei delitti verrà scoperto, finirà in prigione e sparirà dalle scene. Una sera, qualcuno che indossa il costume di scena del vendicatore si introduce nello studio della tirannica produttrice e la uccide. La prima a essere sospettata è proprio Nita, ma per fortuna zia Jessica si trova a New York ed è pronta a darle una mano.
- Altri interpreti: William Atherton (Larry Holleran), Paul Burke (Herbert Upton), Nicholas Hammond (Todd Worthy), Terry Kiser (Gordon LaMonica), Alice Krige (Nita Cochran), Robert Lipton (Martin Grattop), Lloyd Nolan (Julian Tenley), Tricia O'Neil (Bibi Hartman), Mackenzie Phillips (Carol Needom), Lurene Tuttle (Agnes Cochran), Robert Walden (tenente Antonelli), Jessica Walter (Joyce Holleran), George Murdock (Kaplan)

## Scuola di scandali
- Titolo originale: School for Scandal
- Diretto da: Arthur Allan Seidelman
- Scritto da: Robert E. Swanson

Jessica si reca all'università di Crenshaw per ritirare una laurea honoris causa e subito si accorge che fra i docenti regna un clima di tensione, acuito dalla presenza di Daphne Clover, scrittrice di romanzi erotici e figlia della professoressa Joselyn Clover. Le due donne si tollerano a stento e Daphne e il suo amante fanno di tutto per scandalizzare la madre e i suoi invitati. Il mattino dopo il ricevimento di benvenuto, l'amante di Daphne viene trovato morto, chiaramente assassinato. L'ispettore Griffen, che si trova di fronte al suo primo caso di omicidio, chiede aiuto alla signora Fletcher per risolvere il caso.
- Altri interpreti: Polly Bergen (Jocelyn Laird), Darleen Carr (Trish Mercer), Jack Kehoe (E. Griffin), June Lockhart (Beryl Hayward), Roddy McDowall (Alger Kenyon), Mary Kate McGeehan (Daphne Clover), Morgan Stevens (Nick Fulton), James Sutorius (Prof. Ron Mercer), John Vernon (Henry Hayward)

## Funerale a teatro
- Titolo originale: Sing a Song of Murder
- Diretto da: John Llewellyn Moxey
- Scritto da: Peter S. Fischer

Emma Mac Gill è una cugina di Jessica Fletcher che vive a Londra recitando in un piccolo teatro di avanspettacolo. La donna rifiuta decisamente di vendere il teatro e negli ultimi tempi ha subito diversi attentati alla sua vita. Quando Jessica riceve una telefonata da parte dell'avvocato di Emma che le annuncia la morte di sua cugina, si reca a Londra, dove l'aspetta una sorpresa piacevole e inaspettata.
- Altri interpreti: Angela Lansbury (Emma MacGill), Sarah Douglas (Violet Weems), Olivia Hussey (Kitty Trumbull), Barrie Ingham (ispettore Roger Crimmins), Glynis Johns (Bridget O'Hara), Patrick Macnee (Oliver Trumbull), Gregory Paul Martin (Danny Briggs), Kristoffer Tabori (Ernest Fielding), Kenneth Danziger (Archie Weems)

## Lo spettro della follia
- Titolo originale: Reflections of the Mind
- Diretto da: Seymour Robbie
- Scritto da: Robert E. Swanson

Francesca, carissima amica di Jessica, è sull'orlo dell'esaurimento nervoso. È convinta che lo spirito del suo primo marito la stia perseguitando e a nulla valgono gli sforzi di sua figlia Cheryl, del suo premuroso secondo marito Scott e del suo psichiatra per convincerla che si tratta di fantasie. Dopo una crisi nervosa più grave delle precedenti, Jessica accorre per sostenerla. La presenza della scrittrice pare confortare Francesca, ma quando Scott muore in un incidente stradale, come era già successo al suo primo marito, la donna perde ancora una volta il contatto con la realtà.
- Altri interpreti: Ann Blyth (Francesca Lodge), Wings Hauser (Carl), Steven Keats (dottor Victor March), Martin Milner (sceriffo Bodine), Ben Murphy (Scott Lodge), Stacey Nelkin (Cheryl Lodge), Esther Rolle (Margaret), Janet DeMay (Brooke Devon)

## Il mistero del lago
- Titolo originale: A Lady in the Lake
- Diretto da: Walter Grauman
- Scritto da: Robert Van Scoyk

In cerca di ispirazione per il romanzo "Omicidio alla locanda", Jessica Fletcher decide di trascorrere una settimana in un piccolo albergo sulle montagne intorno a Cabot Cove. Qui non mancano certo i personaggi per un libro. C'è un appassionato ornitologo, una ragazza che ogni mattina corre completamente nuda per i boschi per sentirsi più a contatto con la natura, una donna sposata che ama farsi corteggiare dal muscoloso tuttofare dell'albergo e una coppia che non fa altro che punzecchiarsi da mattino a sera. Un giorno Jessica viene invitata dall'ornitologo a fare una passeggiata nei boschi e assiste a un omicidio.
- Altri interpreti: John Astin (Harry Pierce), Susan Blanchard (Carolyn Hester Crane), Tom Bosley (sceriffo Amos Tupper), William Christopher (Burton Hollis), Charles Frank (Jordan), Laurence Luckinbill (Howard Crane), Lee Meriwether (Grace Overholtz), Lee Purcell (Joanna Benson), Charles Taylor (Jack Turney), Lauren Tewes (Betty Jordan), William Windom (dottor Seth Hazlitt), Johnny Crawford (Noah Paisley)

## Corsa truccata
- Titolo originale: Dead Heat
- Diretto da: Peter Crane
- Scritto da: J. Miyoko Hensley e Steven Hensley

Tracy, una nipote di Jessica, ha deciso di intraprendere la carriera di fantino e la zia le fa visita per sostenerla nel giorno della sua prima corsa importante. Il cavallo montato da Tracy non è fra i favoriti, ma inaspettatamente riesce a vincere. Subito dopo la corsa, il proprietario del cavallo viene ritrovato ucciso nelle scuderie e Tracy viene accusata dell'omicidio e di avere partecipato a una corsa truccata.
- Altri interpreti: Priscilla Barnes (Vicky Gallegos), Ramon Bieri (Pat Phillips), Jack Carter (Cliff Carpenter), Lonny Chapman (Jack Bowen), Carole Cook (Christine Carpenter), Norman Fell (Vince Shackman), Linda Grovenor (Tracy MacGill), Clu Gulager (Mike Gann), Bert Rosario (Carlos Gallegos), Roy Thinnes (tenente Ted Misko), Derrel Maury (Cookie Milford), Tom Dreesen (Ernie), Alex Rebar (Guzmann), Robert Ellenstein (Mr. P)

## Jessica dietro le sbarre
- Titolo originale: Jessica Behind Bars
- Diretto da: John Llewellyn Moxey
- Scritto da: Carleton Eastlake

La signora Fletcher sostituisce un'amica ammalata che insegna inglese in un carcere. Quando viene trovato il corpo senza vita della dottoressa Matthews, Mary, una delle detenute viene accusata di omicidio e la situazione, già molto tesa, precipita in una rivolta in piena regola. Le prigioniere però non sono unite fra di loro. Un gruppo vorrebbe scappare usando Jessica e la direttrice del carcere come ostaggi, ma sono molte di più le ragazze che chiedono semplicemente che Mary venga discolpata e che le condizioni di vita all'interno del carcere migliorino. La signora Fletcher viene obbligata a svolgere delle indagini per fare cadere le accuse contro Mary.
- Altri interpreti: Margaret Avery (Dixie), Adrienne Barbeau (Kathryn), Barbara Baxley (Amanda Debs), Yvonne De Carlo (Miss Springer), Linda Kelsey (Mary Stamm), Janet MacLachlan (Dr. Irene Matthews), Vera Miles (Elizabeth Gates), Susan Oliver (Louise), Eve Plumb (Tug), Mary Woronov (Brady), Susan Peretz (Bertha), Donna Ponterotto (Jamie), Darlene Conley (Mims)

## Filo della morte
- Titolo originale: Sticks and Stones
- Diretto da: Seymour Robbie
- Scritto da: Linda Shank (soggetto e sceneggiatura), Mark Giles (soggetto e sceneggiatura) e Jackson Gillis (soggetto)

Lo sceriffo Tupper ha deciso di andare in pensione e proprio il giorno in cui deve passare il testimone a Harry Pierce, una giovane donna viene trovata fulminata nella vasca da bagno. Tutto fa pensare a un incidente e il caso viene chiuso. Poco tempo dopo, Cabot Cove viene invasa da una quantità di lettere anonime. Il nuovo sceriffo chiede aiuto ad Amos e a Jessica per riuscire a rimettere ordine nella città che sembra impazzita.
- Altri interpreti: John Astin (Harry Pierce), Paul Benedict (Friedrich Hoffman), Tom Bosley (sceriffo Amos Tupper), Joseph Campanella (George Knapp), John David Carson (Larry Burns), Marsha Hunt (Elvira Tree), Evelyn Keyes (Edna), Denny Miller (Nils Anderson), Betsy Palmer (Norris), Parker Stevenson (Michael Digby), Christopher Stone (Adam Frobisher), William Windom (dottor Seth Hazlitt), Howard Witt (Bart Nelson), Philip Brown (deputato Willard)

## Il fantasma degli scavi
- Titolo originale: Murder Digs Deep
- Diretto da: Philip Leacock
- Scritto da: Mary Ann Kasica e Michael Scheff

Seth si trova nel Nuovo Messico come volontario in un sito archeologico e Jessica Fletcher lo raggiunge per fare delle ricerche per un romanzo. La speranza di una tranquilla e proficua vacanza è vana: tutte le cene vengono disturbate dalle rivendicazioni di uno "spirito" degli antichi abitanti del luogo. Una sera, Cynthia, moglie del finanziatore delle ricerche, esasperata, spara in aria per far cessare le grida e inaspettatamente colpisce lo spirito. Tutti i ricercatori accorrono e scoprono il cadavere di Raymond Corvo Nero, un nativo che sostiene il diritto degli indiani a conservare tutti i reperti della zona.
- Altri interpreti: Cecile Callan (Karen Parks), George Grizzard (Dr. Aubrey Benton), David Groh (Dr. Stan Garfield), Randolph Mantooth (Raymond Two Crows), Stephen Shortridge (Steve Gamble), Connie Stevens (Cynthia Armstrong), Robert Vaughn (Gideon Armstrong), William Windom (dottor Seth Hazlitt)

## Omicidio per appuntamento
- Titolo originale: Murder by Appointment Only
- Diretto da: Arthur Allan Seidelman
- Scritto da: Jerry Ross

Jessica ha dovuto recarsi a New York per incontrare il suo editore e ne approfitta per fare visita a suo nipote Grady, ancora alla perenne ricerca di un buon impiego. Nella hall dell'albergo che la ospita, Jessica incontra Elizabeth Gordon, una sua ex allieva di Cabot Cove. La ragazza è molto gentile, ma sembra in imbarazzo. Il suo fidanzato invece è felice di conoscere Jessica e la invita a trascorrere la serata con loro. All'ora di cena Elizabeth è in ritardo. Preoccupati i due vanno a cercarla e la trovano priva di vita nel suo appartamento. Apparentemente è stata uccisa da un ladro colto sul fatto, ma un suo ritratto sfigurato con un rossetto insospettisce Jessica.
- Altri interpreti: Jayne Meadows (Lila Lee Amberson), Christine Belford (Fiona Keeler), Robert Culp (Norman Amberson), Robert Desiderio (Roger Adiano), Ann Dusenberry (Elizabeth Gordon), Herb Edelman (tenente Varick), Michael Horton (Grady Fletcher), Leigh McCloskey (Todd Amberson), Millie Perkins (Glenda Vandevere)

## Processo per errore
- Titolo originale: Trial by Error
- Diretto da: Seymour Robbie
- Scritto da: Paul Savage (sceneggiatura) e Scott Shepherd (soggetto)

Jessica Fletcher guida la giuria che deve decidere le sorti di Mark Reynolds, accusato di omicidio. L'uomo, reduce da un incidente stradale in cui la moglie è stata gravemente ferita, si era recato in un bar e aveva accettato il conforto di una bella sconosciuta, seguendola a casa. Quando il marito della donna era arrivato furibondo e armato di una pistola, Reynolds lo aveva colpito con un attizzatoio. I giurati propendono quasi tutti per la legittima difesa, ma Jessica vuole ripercorrere le tappe del processo per prendere una decisione che vada al di là di ogni ragionevole dubbio.
- Altri interpreti: David Ackroyd (Tom Casselli), Tony Bill (Mark Lee Reynolds), Virginia Capers (Margo Webster), Macdonald Carey (Oscar Ramsey), Doran Clark (Becky Anderson), Jon Cypher (Max Flynn), Gene Evans (Otto Fry), Tom Ewell (Josh Corbin), Gary Frank (Lee Callahan), Arlene Golonka (Sally Conover), Alan Hale Jr. (Fenton Harris), Lenore Kasdorf (Ally Collins), Vicki Lawrence (Jackie MacKay), Allan Miller (Frank Lord), Brock Peters (Thornton Bentley), Richard Sanders (Gerald Richards), Gregory Walcott (Willie Patchecki), Norman Burton (Drew Narramore), James Hampton (Jerry Blevins), Walter Mathews (giudice Philo Walker), John Davis Chandler (John Detweiler), Warren J. Kemmerling (Dr. Maurice Webster), Michael Swan (Cliff Anderson), Robert Casper (Jasper)

## Omicidio alla locanda
- Titolo originale: Keep the Home Fries Burning
- Diretto da: Peter Crane
- Scritto da: Philip Gerson

Jessica, Amos e Seth stanno facendo colazione al Joshua Peabody Inn, un nuovo locale appena inaugurato a Cabot Cove che riscuote molto successo per la sua ottima cucina. Improvvisamente una cliente accusa un malore e, mentre il dottor Hazlitt la soccorre, uno alla volta, quasi tutti gli altri clienti si sentono male. A prima vista sembrerebbero casi di botulismo, ma un barattolo di marmellata scomparso insospettisce Jessica.
- Altri interpreti: Sharon Acker (Wilhelmina Fraser), Norman Alden (Mercer Hawthorne), Orson Bean (Ebeneezer McEnery), Tom Bosley (sceriffo Amos Tupper), Gary Crosby (Ted Stully), Anne Francis (Margo Perry), William Lucking (Bo Dixon), John McCook (Harrison Fraser III), Donna Pescow (Cornelia), Henry Polic II (Alan Dupree), Marcia Rodd (Betty Fiddler), William Windom (dottor Seth Hazlitt), Alan Young (Floyd Nelson)

## Miscela esplosiva
- Titolo originale: Powder Keg
- Diretto da: John Llewellyn Moxey
- Scritto da: Peter S. Fischer

Ames Caulfield e Jessica Fletcher sono costretti a fermarsi a Hooksville, un paese del profondo Sud, dove regna un'atmosfera di tensione indotta da alcuni teppisti. Quando uno dei balordi viene trovato morto, il principale indiziato è il giovane musicista Matt Burns, figlio di una cara amica di Ames. Il lavoro dello sceriffo è ostacolato dall'indole violenta degli abitanti che non intendono affidare Matt a una giuria, ma pretendono di linciarlo sul posto. Jessica decide di aiutare lo sceriffo Cox a scoprire il vero colpevole.
- Altri interpreti: Pat Corley (Frank Kelso), Mariclare Costello (Cassie Latham Burns), Cindy Fisher (Linda Bonner), Brian Lane Green (Matthew Burns), Jackie Earle Haley (Billy Willetts), Dorian Harewood (sceriffo Claudell Cox), John Dennis Johnston (Peter Fargo), Bill McKinney (Charlie Demsey), Jeff Osterhage (Ed Bonner), Craig Stevens (Prof. Ames Caulfield), Stuart Whitman (Mr. Bonner), Larry Wilcox (Andy Crane), W.K. Stratton (deputato Morgan), John Alvin (Dr. Frazier)

## Infarto al cianuro
- Titolo originale: Murder in the Electric Cathedral
- Diretto da: John Llewellyn Moxey
- Scritto da: Dick Nelson

Mentre sta chiacchierando con la sua vecchia amica Carrie McKittrick, Jessica assiste a una spiacevole scenata. Il figliastro e il nipote di Carrie la accusano di voler rovinare la famiglia, visto che secondo il suo ultimo testamento tutte le sue sostanze andranno al reverendo Willie-John Fargo, un predicatore televisivo riuscito a conquistarsi la stima di milioni di persone, fra cui anche l'anziana Carrie. A seguito di questo incidente, Carrie si sente male e viene ricoverata nell'ospedale che il reverendo Fargo ha costruito con le donazioni dei suoi fedeli. Jessica si offre di restare all'ospedale ed è così testimone di uno strano viavai nella stanza della sua amica. Durante la notte, Carrie muore per quello che sembra essere un infarto, ma Jessica scopre quasi subito che in realtà le è stato iniettato del cianuro.
- Altri interpreti: Jack Bannon (Dr. Mark Brady), Barbi Benton (Sue Beth), Frank Bonner (Earl Fargo), Steve Forrest (Rev. Willie John Fargo), Judy Geeson (Sister Ruth Fargo), Richard Herd (Harvey McKittrick), Art Hindle (Sam McKittrick), Mildred Natwick (Carrie McKittrick), Dick Van Patten (Fred Whittaker), Jeannie Wilson (Alice McKittrick)

## Il cadavere nell'armadio
- Titolo originale: One Good Bid Deserves a Murder
- Diretto da: Seymour Robbie
- Scritto da: J. Miyoko Hensley e Steven Hensley

Il famoso attore Richard Bennett chiede a Jessica di andare a Boston per aggiudicarsi a un'asta il diario di una nota attrice morta suicida tempo prima. Jessica scopre che non è la sola a volere il diario che contiene probabilmente particolari piccanti della vita privata di molte persone in vista. Un uomo politico, una produttrice e la psichiatra dell'attrice sembrano pronti a tutto pur di venirne in possesso. Mentre viene battuto all'asta un prezioso mobile antico, le ante si aprono e ne esce il cadavere di Richard Bennett.
- Altri interpreti: Karen Black (Dr. Sylvia Dunn), Ray Girardin (Lt. Casey), Nancy Lee Grahn (Sheila Saxon), Robert Gray (Albert Cromwell), Hurd Hatfield (William Readford), Edward Mulhare (Richard Bennett), Jerry Orbach (Harry McGraw), Cotter Smith (Robert Rhine), Vic Tayback (Sal Domino), Rebecca Street (Deborah Chase)

## Panico a Cabot Cove
- Titolo originale: If a Body Meet a Body
- Diretto da: Walter Grauman
- Scritto da: Steve Stoliar

Cabot Cove è in lutto: è morto uno dei più amati cittadini, nonché consulente finanziario di quasi tutti gli abitanti. Durante il funerale, una donna interrompe bruscamente la cerimonia per accusare la vedova di averlo ucciso. Lo sceriffo Tupper tenta di calmare la disturbatrice, ma nello scompiglio la bara si rovescia e ne fuoriesce il cadavere di uno sconosciuto.
- Altri interpreti: Tom Bosley (sceriffo Amos Tupper), Robert Donner (Silas Pike), Anne Jeffreys (Agnes Shipley), Audrey Landers (Phyllis Walters), Lori Lethin (Christy Olson), Monte Markham (Ned Olson), Rex Smith (Stew Bennett), Carrie Snodgress (Connie Vernon), Richard Stahl (Rev. Matthews), Robert Sterling (Ben Shipley), William Windom (dottor Seth Hazlitt), Joe Maross (Henry Vernon)

## Omicidio in biblioteca
- Titolo originale: Christopher Bundy-Died on Sunday
- Diretto da: Peter Crane
- Scritto da: Gerald K. Siegel

Christopher Bundy è un uomo d'affari di pochi scrupoli, una persona con cui la signora Fletcher preferirebbe non avere a che fare, ma purtroppo è costretta ad andare a casa sua per discutere una questione di lavoro. Jessica infatti ha scritto un racconto per il periodico Riviste letterarie, ma ha scoperto solo dopo avere firmato il contratto che in realtà la pubblicazione dedica molto spazio a fotografie di belle donne poco vestite e solo qualche pagina alla letteratura. Jessica vorrebbe rescindere il contratto, ma Bundy non ne ha alcuna intenzione. La signora Fletcher decide perciò di fermarsi, per tentare di convincerlo, ma proprio il giorno dopo Bundy viene ucciso sotto i suoi occhi.
- Altri interpreti: Bert Convy (Christopher Bundy), Robert Costanzo (detective Greco), Bobby Di Cicco (Antonio D'Argento), Robert Hooks (Everett Charles Jensen), Michael Horton (Grady Fletcher), Carol Lawrence (Rachel D'Argento), Katherine Moffat (Millicent Moore), Michelle Nicastro (Vanessa D'Argento), Alex Rocco (Bert Yardley), Robert Stack (Chester Harrison), Eric Server (Pete Morgan)

## L'ombra di mia sorella
- Titolo originale: Menace, Anyone?
- Diretto da: Arthur Allan Seidelman
- Scritto da: Robert B. Sherman

Con la collaborazione della sua ex allieva Carol McDermott, Jessica organizza un torneo di tennis, il cui ricavato andrà in beneficenza all'infanzia abbandonata. L'avvenimento attira molto pubblico, anche grazie alla presenza di due star del tennis come Cissy Barnes e Donny Harrigan, anche se alla prima partita Donny viene inaspettatamente battuto da Brian East, il fidanzato di Carol. Durante la festa per l'inaugurazione, Brian viene ucciso. Si trovava al volante dell'auto di Carol quando è esplosa, quindi la vittima designata sembra proprio essere l'amica di Jessica. Carol sostiene che la colpa è di sua sorella Barbara, una ragazza instabile, ma Jessica viene a sapere che Barbara è morta in un incidente aereo tre anni prima.
- Altri interpreti: Dennis Cole (Mitch Mercer), Bryan Cranston (Brian East), Karlene Crockett (Barbara McDermott), Linda Hamilton (Carol McDermott), Van Johnson (Elliot Robinson), Kelli Maroney (Cissy Barnes), Doug McKeon (Donny Harrigan), Barry Primus (detective Len Berger), Betsy Russell (Doris Robinson), David Spielberg (detective Tad Travis), Kerry Sherman (Rosie), Harold Ayer (Sexton)

## Carnevale a New Orleans
- Titolo originale: The Perfect Foil
- Diretto da: Walter Grauman
- Scritto da: Robert E. Swanson

Zia Mildred è preoccupata perché il cugino Cal non le ha più scritto da tre mesi e chiede a Jessica di andare a New Orleans a controllare che tutto vada bene. La scrittrice giunge in città nel periodo del carnevale e, in quella che crede la casa di Cal, trova una festa in maschera in pieno svolgimento. Mentre Jessica cerca disperatamente suo cugino, un uomo viene assassinato. Il principale indiziato è proprio Cal, ma Jessica è convinta che qualcuno lo stia usando come capro espiatorio.
- Altri interpreti: Barbara Babcock (Rosaline Gardner), Peter Bonerz (Calhoun 'Cal' Fletcher), Cesare Danova (tenente Edmund Cavette), George DiCenzo (Johnny Blaze), Robert Forster (Gilbert Gaston), David Hedison (Mitch Payne), Lisa Langlois (Kitty Manette), Penny Singleton (zia Mildred), Granville Van Dusen (Brad Gardner), Morgan Jones (sergente Baxter)

## Delitto in cornice
- Titolo originale: If the Frame Fits
- Diretto da: Paul Lynch
- Scritto da: Philip Gerson

Lloyd Marcus ha invitato la sua cara amica Jessica Fletcher a passare qualche giorno da lui per commentare un manoscritto. Durante il soggiorno di Jessica un prezioso quadro viene rubato dalla casa dell'amico. È l'ultimo di una serie di furti che affliggono la città: un ladro che sembra conoscere perfettamente le abitudini delle sue vittime, si introduce nelle case e trafuga soltanto tele molto preziose. Qualche sera dopo, nella villa accanto viene trovata morta la figlia di Lloyd. La scena del delitto fa pensare che la donna abbia sorpreso il ladro che l'ha uccisa, ma secondo Jessica questa tesi non è quella giusta.
- Altri interpreti: Deborah Adair (Ellen Davis), Christopher Allport (Donald Granger), John de Lancie (Binky Holborn), Cliff Gorman (Cooper), Gordon Jump (Frank Tilley), Norman Lloyd (Lloyd Marcus), Audrey Meadows (Mildred Tilley), Andra Millian (Sabrina Marcus), Aubrey Morris (Forbes), Anne Schedeen (Julia Granger)